# Чжунсяо-Синьшэн (станция метро)
«Чжунсяо-Синьшэн» (англ. Zhongxiao Xinsheng; кит. 忠孝新生) — пересадочный узел Тайбэйского метрополитена, связывающий линию Баньнань и линию Синьчжуан. Находится на территории районов Даань и Чжунчжэн в Тайбэе. Станция «Чжунсяо-Синьшэн» линии Баньнань была открыта 24 декабря 1999 года в составе участка Наньган. Расположена между станциями «Чжунсяо-Фусин» и «Храм Шаньдао». 3 ноября 2010 была открыта станция на линии Синьчжуан. «Чжунсяо-Синьшэн» — конечная станция линии Синьчжуан. Следующая станция на линии — «Сунцзян-Наньцзин».

## Техническая характеристика
«Чжунсяо-Синьшэн» линии Баньнань — колонная двухпролётная станция. «Чжунсяо-Синьшэн» линии Синьчжуан — однопролётная станция. На станции есть семь выходов, из них шесть оснащены эскалаторами. Один выход оснащён лифтом для пожилых людей и инвалидов.  Станция оборудована системой автоматическими платформенными воротами.

## Перспективы
В июне 2011 года линия Синьчжуан будет продлена на юг и соединена с линией Чжунхэ.